# 타잔 - 엘모 린콘 편 1
타잔 - 엘모 린콘 편 1(Tarzan Of The Apes)은 미국에서 제작된 스콧 시드니 감독의 1918년 액션, 모험 영화이다. 엘모 링컨 등이 주연으로 출연하였고 윌리엄 파슨스 등이 제작에 참여하였다.

## 출연

### 주연
- 엘모 링컨
- 에니드 마키

### 조연
- 트루 브로드맨
- 캐슬린 커크햄
- 조지 B. 프렌치
- 고든 그리피스
- 콜린 케니
- 토머스 제퍼슨
- 베시 토너
- 유진 팔렛
- 렉스 잉그램

## 제작진
- 원작자: 에드거 라이스 버로스